# Phrynobatrachus krefftii
Phrynobatrachus krefftii és una espècie de granota que viu a Tanzània.
Està amenaçada d'extinció per la pèrdua del seu hàbitat natural.